# St. Andrew Memorial Church

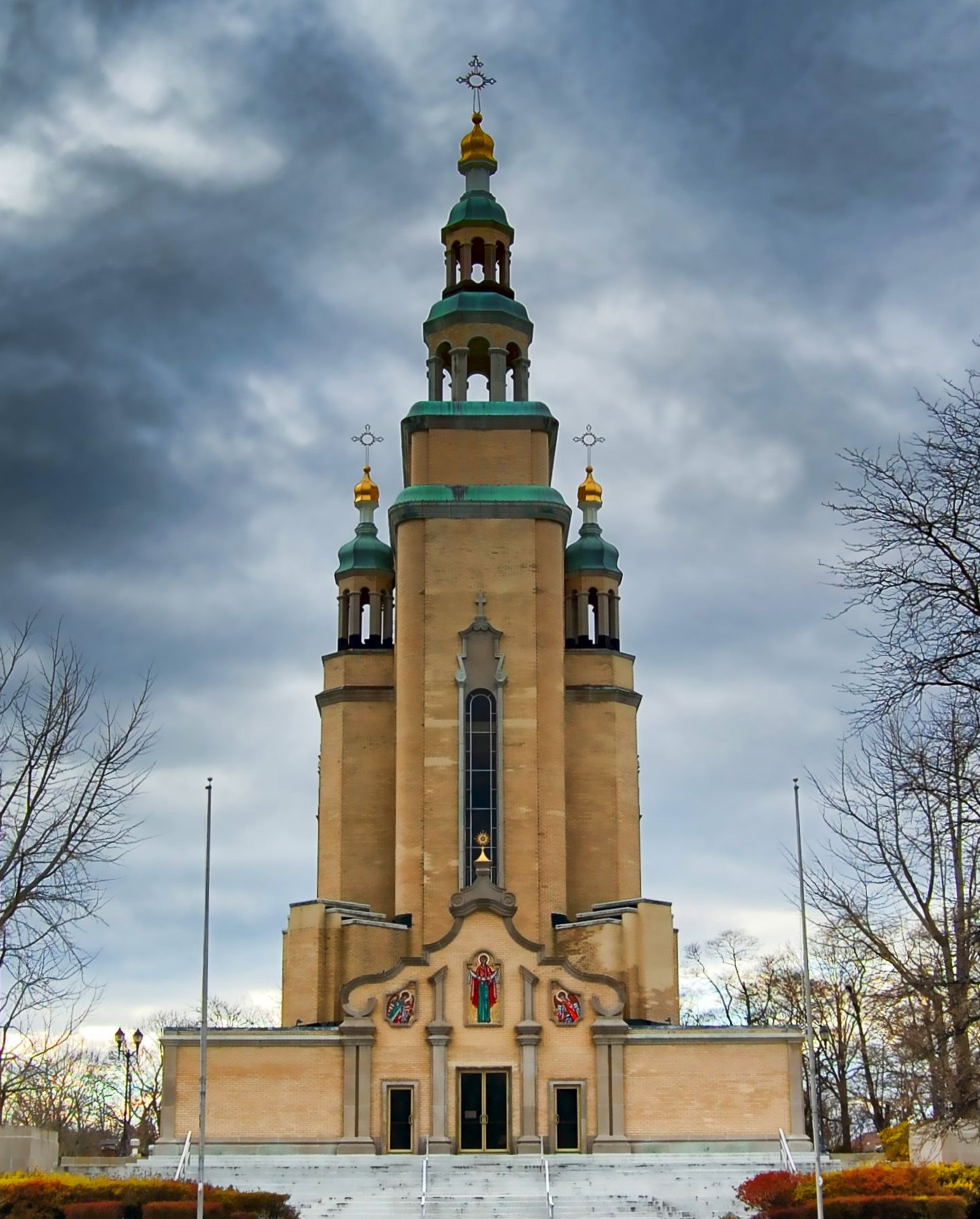
St. Andrew Memorial Church 2008

Grab von Petro Djatschenko auf dem St.-Andrew-Friedhof

Die St. Andrew Memorial Church (ukrainisch Собор святого Андрія Первозванного/Sobor Swjatoho Andrija Perwoswannoho, deutsch Sankt-Andreas-Gedächtniskirche) ist die orthodoxe Hauptkirche der Ukrainisch-orthodoxen Kirche der USA (Teilkirche innerhalb des Ökumenischen Patriarchats) am Ufer des Raritan River in South Bound Brook, New Jersey, Vereinigte Staaten.
Die aus Spenden finanzierte Kathedrale wurde im Stil des ukrainischen Barocks zwischen 1955 und 1965 errichtet. Sie ist den Opfern des Holodomor und den Menschen, die sich für Freiheit und Recht einsetzten, gewidmet. Sie wurde am 10. Oktober 1965 vom orthodoxen Erzbischof Mstyslaw geweiht.
Die Ikonostase wurde vom ukrainischen Künstler Petro Cholodnyj junior (Петро Петрович Холодний; 1902–1990) erstellt und das Kircheninnere in den Jahren 1980 bis 1996 vom ukrainischen Künstler Boris Makarenko dekoriert. Unter der Kirche befinden sich ein Museum und eine Bibliothek.
Hinter der Gedächtniskirche liegt der St.-Andrew-Friedhof (Цвинтар святого Андрія), auf dem über 6000 ukrainische Emigranten beerdigt sind; darunter:
- Taras Borowez (1908–1981), Widerstandskämpfer im Zweiten Weltkrieg[6]
- Petro Djatschenko (1895–1965), Militärführer[7]
- Dmytro Donzow (1883–1973), Jurist, Publizist und Ideologe[8]
- Petro Hryhorenko (1907–1987), Generalmajor, Dissident und Menschenrechtler[9]
- Dokija Humenna (1904–1996), ukrainische Schriftstellerin[10]
- Isydora Kossatsch-Boryssowa (1888–1980), ukrainische Agrarwissenschaftlerin
- Mstyslaw (Skrypnyk) (1898–1993), ukrainischer Kirchenführer
- Roman Kuptschynskyj (1894–1976), Dichter, Prosaschriftsteller, Journalist, Komponist und Literaturkritiker[11]
- Wassyl Krytschewskyj (1873–1952), Maler und Architekt[12]
- Mykola Lebed (1909–1998), Offizier und Politiker[13]
- Jewhen Malanjuk (1897–1968), Dichter, Journalist, Essayist, Literatur- und Kunstkritiker, Übersetzer und Offizier[14]
- Marija Liwyzka (1879–1971), Schriftstellerin und Aktivistin[15]
- Andrij Liwyzkyj (1879–1954), Politiker und Jurist[16]
- Mykola Liwyzkyj (1907–1989), Journalist, Exilpolitiker[17]
- Oksana Ljaturynska (1902–1970), Dichterin und Bildhauerin[18]
- Oleksandr Lotozkyj (1870–1939), Kirchen- und Kirchenhistoriker, Ökonom, Schriftsteller, Publizist, Diplomat und Politiker[19]
- Borys Martos (1879–1977), Politiker und Ökonom[9]
- Arkadija Olenska-Petryschyn (1934–1996), Grafikerin, Malerin, Kunstkritikerin und Herausgeberin
- Teodosij Osmatschka (1895–1962), Dichter, Schriftsteller und Übersetzer[20]
- Pawlo Schandruk (1889–1979), Militärführer und Militärhistoriker
- Oleksa Stefanowytsch (1899–1970), Dichter und Literaturkritiker[21]
- Stepan Wytwyzkyj (1884–1965), Jurist, Diplomat und Politiker[22]